# テリー・サンフォード
ジェイムズ・テリー・サンフォード（英語: James Terry Sanford、1917年8月20日 - 1998年4月18日）は、アメリカ合衆国の政治家、教育者。民主党員として第65代ノースカロライナ州知事、1970年代に2度（1972年と1976年）アメリカ合衆国大統領候補、連邦上院議員を歴任した。公共教育の強い推進者であり、州知事時代にはノースカロライナ州の学校・高等教育機関に対して多くの改革と新しいプログラムを提案し、教育予算を増額してノースカロライナ州基金を創設した。1969年から1985年はデューク大学学長だった。
サンフォードは若い時にイーグルスカウトまで昇り、1939年にノースカロライナ大学チャペルヒル校を卒業すると、連邦捜査局（FBI）のエージェントとなった。第二次世界大戦中ヨーロッパ戦線に参戦し、戦地昇進を受けた。戦後に文民の生活に戻ると、ノースカロライナ大学法学校に進学して卒業し、1940年代後半に法律実務を始め、間もなく政治に関わるようになった。その生涯を通じて民主党員であり、公民権と教育に関する進歩的な指導力で注目された。サンフォードに敵対する者はサンフォードを「増税路線」のリベラルだと批判したが、第二次世界大戦後の南部で主要な公人だとして記憶されている。

## 初期の経歴
1917年8月20日にノースカロライナ州ローリンバーグで誕生した。父はセシル・レロイ・サンフォード、母はエリザベス・テリー（旧姓マーティン）であり、2人ともイングランド人の子孫だった。ボーイスカウトではローリンバーグの第20部隊でイーグルスカウトにまでなった。サンフォードは死ぬ少し前にジャーナリストのデイビッド・ガーゲンにボーイスカウトの経験について語り、「恐らく、それが戦争で私を救った。ボーイスカウトあるいは市民保全部隊に在籍した少年は森の中では何をしたらいいのか知っている。 ...ボーイスカウトで学んだことは私の人生全てで生き続けさせてくれた。何が最善であるかを決断する助けになった。」と語っていた。ボーイスカウト・アメリカはサンフォードを傑出したイーグルスカウト賞で表彰した。
サンフォードは1939年にノースカロライナ大学チャペルヒル校を卒業し、その後の2年間、連邦捜査局（FBI）の特別捜査官となった。1942年7月4日にマーガレット・ローズ・ナイトと結婚し、その後にテリー・ジュニアとエリザベスと名付けた2人の子供をもうけた。第二次世界大戦中、アメリカ陸軍に兵卒として入隊し、後に少尉まで昇進した。第517パラシュート歩兵連隊と共にフランスにパラシュート降下し、その後のバルジの戦い（1944年12月-1945年1月）に参戦した。その勇敢さでブロンズスターメダル、負傷したことでパープルハート章を授与された。戦後の1946年、名誉退役した。1948年から1960年では、ノースカロライナ州軍第119歩兵連隊K中隊で、大尉の中隊長を務めていた:99。戦後、ノースカロライナ大学法学校で法学の学位を取得した。ノースカロライナ州民主党青年クラブ、現在ではノースカロライナ州青年民主党の会長を務めた。

## 州知事としての経歴
1946年から1948年までノースカロライナ大学チャペルヒル校政治研究所の支配人補であり、その後、ファイエットビルで法律実務を行った。ノースカロライナ州上院では1期（1953年-1955年）のみ議員となり、2期目は出馬しなかった。1960年にノースカロライナ州知事選挙に出馬し、民主党の予備選挙ではI・ビバリー・レイク・シニア、マルコム・ビューイ・シーウェル、ジョン・D・ラーキンスを破り、本選ではロバート・ギャビンを破って当選した。ノースカロライナ州では当時知事は1期を越えて選出されなかったので、1961年1月から1965年1月まで1期4年間のみを務めた。
サンフォードは人間が良い教育を受ければ何でも成し遂げられるという信念に動かされ:157, 194, 247, 257–258、ノースカロライナ州の公立学校に向けた予算を2倍近くにした。ノースカロライナ大学システムの統合を始めて、その支払い能力と強さを確保し、ノースカロライナ・コミュニティカレッジ・システムの創設を監督した。ノースカロライナ州知事の学校というアイディアを思いつき、州内の才能ある高校生に6週間の滞在型夏季プログラムについて公的資金を手当てした。ノースカロライナ芸術学校（現在のノースカロライナ大学芸術学校）を設立し、「音楽、演劇、舞踊およびそれに関連する分野で、高校とカレッジ双方のレベルの指導を」出身州で行うべく才能ある学生を留めて置くこととした。人種差別と戦い、ノースカロライナ州の人種統合した公立学校は当時政治的に不人気であり、危険である可能性もあったが、そこに自分の息子を送り込むことまでやった。ジョージ・エッサーの指導下にノースカロライナ州基金を創設し、貧困と戦い、州全体で人種間の平等を促進するために動いた。
これら教育プログラムに資金手当てをするために増税を行い議論を呼んだ。その中でも食品に対する増税には反対の声が上がり、サンフォードの最も忠実な支持者の数人を含め多くの者達から退行だと非難された。この食品に対する税には「テリーの税」という綽名がつき、サンフォードが推進した他の税がその人気を失くし、政治的な対向者からは強く批判された。
州知事としてのサンフォードは、アメリカ合衆国大統領ジョン・F・ケネディと密接な政治的同盟者であり、それはケネディがカトリック教徒であるので疑っていたノースカロライナ州の民主党員との連携を妨げることになった。ケネディ大統領の個人的秘書だったエブリン・リンカーンは、1964年の大統領選挙のときにケネディが生きて居れば、サンフォードがその副大統領候補に選んでいたはずだったと言っていた。リンカーンが著した1968年の著書『ケネディとジョンソン』では、ケネディ大統領が、リンドン・B・ジョンソンは副大統領職を更迭されることになると彼女に告げたと報告している。リンカーンはケネディ暗殺の3日前、1963年11月19日にケネディと交わした会話の内容を、次のように伝えている。
ケネディ氏は私のオフィスの揺り椅子に腰掛け、頭をその背にもたせ掛け、左足を右の膝の上に組んでいた。彼は話しながら椅子を少し揺すっていた。緩りと沈痛な声で彼は私に「私が64年に再選されれば、政府のサービスを名誉あるものにする方向に多くの時間を割くことになるのは、貴女も分かっているだろう。私は政府の行政府と立法府を作り替え、別の分野に踏み込んで大きな進歩を成せるようにする。 ... 議会で年功序列など古くなった規則や規制の幾つかを変更すべく訴える。それをなすために、私は64年の選挙で私がやれると信じる男を副大統領候補にする必要があるだろう。 ... 私はこの会話に魅せられており、私の日記に一語一語書き記しておく。いま私は問われている。 ... 「副大統領候補として貴方が選ぶのは誰か? 」彼は真っ直ぐ前を向き、躊躇うことなく答えた。「今この時、私はノースカロライナ州のテリー・サンフォード州知事を考えている。リンドンではない」
更にサンフォードはホワイトハウスとのコネを使い、州内で経済的な上昇を加速させていたリサーチ・トライアングル・パークを拡大し、そこにIBMやアメリカ合衆国環境保護庁を誘致することに成功した。
サンフォードは極刑に頑強に反対した者でもあった。「死刑に反対する多くの声明が良く知られていたので、ノースカロライナ州の処刑順を待つ囚人達は、その慈悲を請う訴えでもそれら声明にことさら言及していた。」
サンフォードはその知事の任期が終わると、法律会社を開設した。1968年の大統領選挙では、3月31日にジョンソンが撤退する直前にジョンソンの選挙対策マネジャーを引き受けており、その後民主党がヒューバート・ハンフリーを指名すると、共和党のリチャード・ニクソンに対する選挙運動のマネジャーとなった。ジョンソンは、ハンフリーがその副大統領候補にサンフォードを選ぶことを望んだ。ある時点でハンフリーの選挙対策本部は、サンフォードが副大統領候補になりたいのかを尋ねた。サンフォードがそれを辞退し、ハンフリーは最終的にメイン州出身のエドマンド・マスキーを指名した。サンフォードはこの期間も民間の法律関連や事業関連から役職の提案を受けたが、その政治家としての前途をオープンにしたままである位置づけに興味を惹かれていた:367–385。

## デューク大学学長

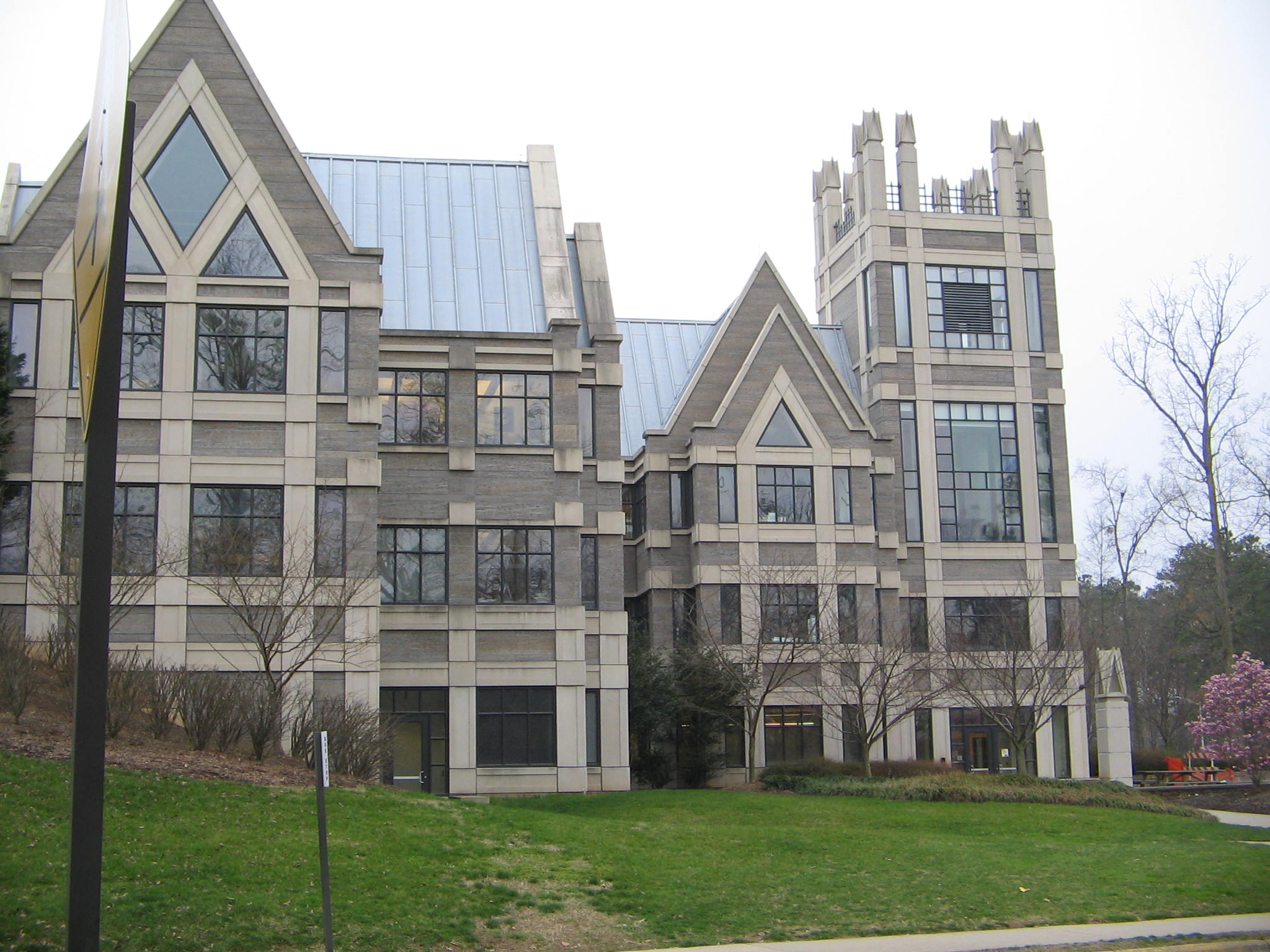
デューク大学の国政に関するテリー・サンフォード学校

1969年、サンフォードはデューク大学学長となり、その後の16年間この役職を続けた。このことで学長としての任期の初期に、ベトナム戦争に関する学生の騒動を沈めることに貢献した。1970年、オハイオ州ケント州立大学で起きた射殺事件への抗議運動に対して、寛容さで臨み、道路を明けるために警官を呼ばないことにした。これで抗議していた学生はその夜に自室に戻り、西キャンパスは翌日に開けることができて、この春の騒動の間もキャンパスの平穏を保つことができた:259。サンフォードが就任する直前の1969年2月13日、アフロアメリカン協会の学生60人がデューク大学の主管理センターであるアレン・ビルを占拠し、ブラック・スタディーズ・プログラムの創設を要求した。警官との衝突が起きた3日後の2月16日、学校の役員がそのプログラムに合意した後で、学生たちは平和裏に建物から退居した。サンフォードの任期中、対立を避ける政策を維持し、警官の重大な行動を選ぶことに反対し、人種問題の解決を推進した。
サンフォードが学長だった間に恐らく最も大きな議論を呼んだのは、デューク大学に元大統領リチャード・ニクソンの大統領図書館を設立させようとしたことだった。1981年7月28日、ニューヨーク市の元大統領の事務所を訪問したときに、ニクソンにこの提案を行なった。サンフォードはそれに続く期間も多くの問題についてニクソンの助言を求めた。8月半ばには図書館の提案が公表され、大学でかなりの論議を呼んだ。サンフォードはその提案について幾らか支持を得たが、教授陣の大半は提案に反対であり、その図書館が研究の中心というよりもニクソンへの記念碑というものなるというのが心配されたところだった。サンフォードは妥協案を画策したが、デューク大学学術委員会の図書館に関する提案はニクソンが望んだもの3分の1の大きさしかなく、それに付属するニクソン博物館は拒否していた。最終的にニクソンがサンフォードの提案を辞退し、図書館を建てる場所として、生まれ故郷のカリフォルニア州ヨーバリンダ市を選んだ。ニクソン大統領図書館は1990年に開館された:369–396, 417–432。
サンフォードの遺産はデューク大学を辞めた後も、男子バスケットボールチームの輝かしい成果もあって、しばらく続いた。1980年、サンフォードは運動部支配人トム・バターストが、バスケットボールのブルーデビルスのコーチにマイク・シャシェフスキーを雇うことを決裁した。シャシェフスキーは5度（1991年、1992年、2001年、2010年、2015年）チームを全国選手権優勝に導き、4強に残ったのは12度、アトランティック・コースト・カンファレンスでも13回優勝した。デューク大学を率いた35のシーズンで945勝251敗であり、NCAAディビジョンIでの通算勝利数は1,018勝と、過去最高記録を更新している。

## 民主党大統領候補指名争いへの出馬

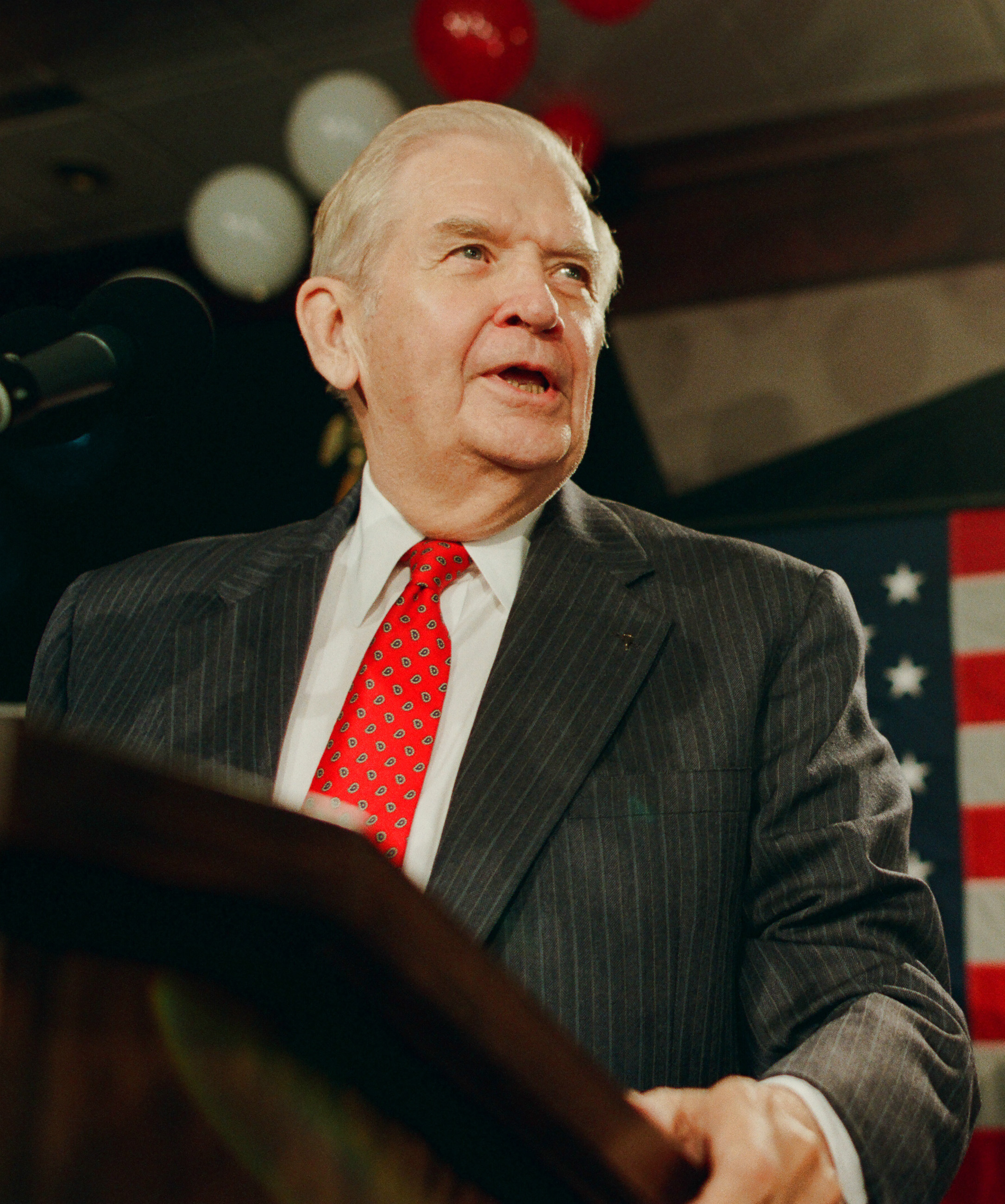
1992年の選挙でのサンフォード

サンフォードはデューク大学学長である時代を楽しんでいたが、それでも政治的な野心は抱いていた。1972年アメリカ合衆国大統領選挙の予備選挙のシーズンになると、民主党側の候補者が弱いと感じた幾人かの人々からサンフォードにアプローチがあった。この頃のアラバマ州知事ジョージ・ウォレスは人種差別主義者であり、その見解は南部の意見を代表してはいないことを示すために、ウォレスに挑戦することについて特に敏感になっていた。サンフォードは3月8日に指名争いに立候補することを表明したが、混戦の中であまり見込みは無かった。予備選挙で代議員の過半数を獲得することはできないと分かっており、党大会が膠着状態になった場合に、妥協の候補者として浮上するだけの票を確保することを期待した。しかし、ノースカロライナ州の予備選挙であっても、ウォレスがサンフォードに10万票以上の差をつけ、7月の党大会では78票のみでやっと5位に終わった。1位はジョージ・マクガヴァンの1,864.95票、2位はヘンリー・M・ジャクソンの525票、3位がウォレスの381.7票、4位がシャーリー・チザムの151.95票だった。
しかしサンフォードは怯むことなく、その2年後には1976年の選挙に向けて民主党の指名を得るための準備を始めた:396–400。1975年6月1日に指名争いに立候補することを表明し、デューク大学学長として責任を果たしながら、選挙運動を進めて行った。教育分野では少なからぬ支持を獲得したが、新年までに選挙のために満足のいくテーマが見つからなかった。1月にマサチューセッツ州で運動を行っている間に胸に激しい痛みを感じ、診断の結果は心雑音だとされた。1月25日、サンフォードは予備選挙から撤退したが、この年民主党員で撤退した最初の候補者となった:396–416。

## 上院議員

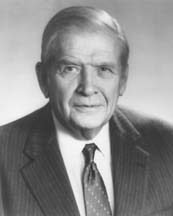
上院議員時代のテリー・サンフォード

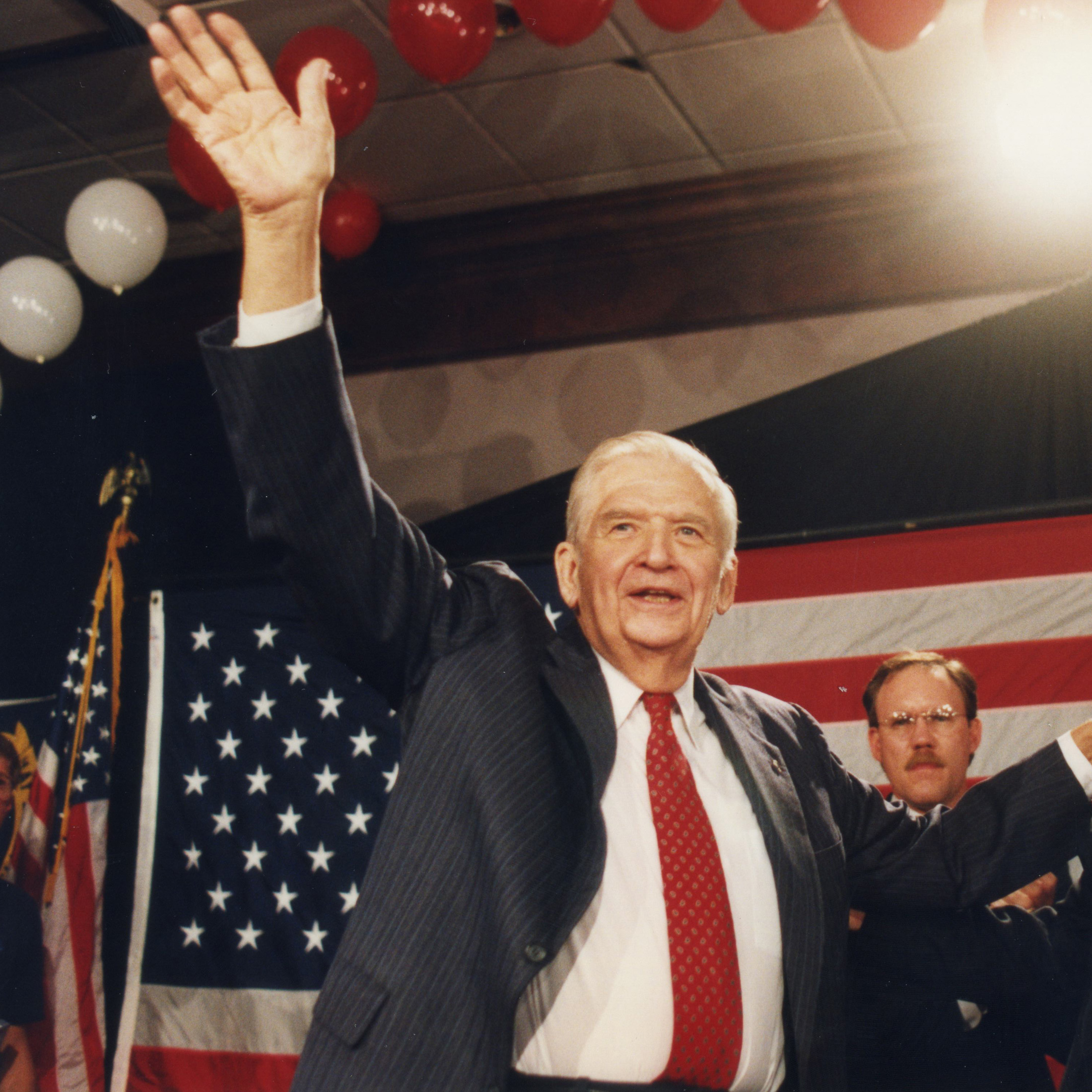
テリー・サンフォード、1992年

サンフォードは1985年にデューク大学学長を辞任した後、党の政治の世界での活動を続けた。1985年には民主党全国委員会の委員長に立候補したが落選した。このとき、後にアメリカ合衆国下院議長になるナンシー・ペロシに支持された。対抗馬はポール・G・カークであり、203票対150票で敗れた。
ノースカロライナ州選出アメリカ合衆国上院議員であり共和党員のジョン・P・イーストが急死して空いた議席について、その選挙に出馬しようという民主党員を見つけられなかった後で、サンフォードはその指名争いに出馬すると表明した。その対抗馬はアメリカ合衆国下院議員であり、共和党のジム・ブロイヒルだった。イーストは1986年6月29日に自殺したのであり、特別選挙が同年11月4日に行われるまでの間の暫定として、7月3日に時の州知事ジェイムズ・G・マーティンからブロイヒルが上院議員に指名されていた。サンフォードはリベラルだと攻撃されたものの、11月の選挙ではブロイヒルに3ポイントの差を付けて当選した。サンフォードに対する批判は3つの分野にあった。すなわち少数民族に機会を与えることの推進、「増税路線」による教育予算増額、さらに対貧困撲滅運動だった。サンフォードは特別選挙の翌日である11月5日に上院議員に就任し、イーストの任期の最後の2か月に加えて、その後の6年間の全任期を務めた。
サンフォードの上院議員として時期は憤懣が募ることが多かった。当時の財政赤字の垂れ流しを心配し、共和党の推進する軍事政策の代替として中央アメリカの経済開発を追求した。デューク大学を基盤にした中央アメリカ再生開発国際委員会を率いた。これは学者と指導者によるタスクフォースであり、1989年に『貧困、紛争、および希望: 中央アメリカの転換点』（サンフォードがこの委員会の仕事の主たる触媒だったのでサンフォード委員会報告書とも呼ばれた）を出版した。その中では中央アメリカにおける平和、民主主義、公正な開発を推進することを原則としていた。サンフォードは上院で多くの委員会委員を務めた。例えば上院倫理特別委員会（委員長）、高齢化特別委員会、予算委員会、銀行・住宅・都市問題委員会、さらにその下の国際財政金融政策小委員会と安全保障小委員会、外交関係委員会、近東・南アジア問題小委員会（委員長）、アフリカ問題小委員会、西半球・平和部隊小委員会があった。南部出身の民主党員同僚と比べてリベラルな投票を行った記録があり、国旗を燃やすことを禁じる憲法改正案が成立することを阻止する運動に成功し、カウンター・キャンペーンとしてアメリカ権利章典を促進する運動を行った。サンフォードは上院議員としての功績が、州知事時代に行ったことを弱めてしまったように考え、真剣に引退と他のプロジェクト追求を検討し、上院議員の再選を求めることにした:447–480。
1992年の上院議員選挙での対抗馬は、元民主党員で共和党に転籍したラウチ・フェアクロスであり、サンフォードが州知事をしていた時には、州のハイウェイ・コミッショナーを務めていた。フェアクロスはサンフォードの上院での同僚であるジェシー・ヘルムズ（共和党）からかなりの支持を得て、サンフォードが特別の利益に偏る増税路線のリベラルだと非難した。当初の世論調査ではサンフォードがフェアクロスに対してリードしていたが、サンフォードは心臓弁の手術を行って10月の大半は選挙運動ができず、もう1期務められるものか疑いを持たせたので、その支持を失って行った。1992年11月3日、フェアクロスが10万票の大差をつけて当選した:488–501。

## 晩年
サンフォードは数冊の著作を著した。その中では『しかし人々はどうなるのか?』は、1960年代にノースカロライナ州で質の高い公共教育の体系を作り上げたその動きを詳述していた。『州に関わる嵐』では「創造的連邦主義」を推奨することで、州政府と連邦のシステムに新しい基礎を前面に出していた。『貴方の敵を語る: 古きを優雅に育てる』では、高齢化の進行を鈍化させる行動と、健康生活を長くさせる規則を詳述した。
サンフォードはデューク大学で法学と政治学を教えもし、リサーチ・トライアングル地域に大きな芸能センターを建設する運動を行った。そこはアメリカ・ダンス祭、ノースカロライナ交響楽団、カロライナ・バレー団の本拠地になった。サンフォードはその高齢になってからも再度法律実務を行い、自分の会社と、やはり元州知事のジェイムズ・ホルスハウザーの会社を合併させた。ホルスハウザーはサンフォード・ホルスハウザーLLPをその死の時まで経営し続け、経済開発コンサルティング会社はその名前で継続された。
ニューヨーク・タイムズの記者、デイビッド・スタウトはサンフォードのことを、「矛盾する政治家」と表現し、「燃える願望に欠ける」者だと言った。
サンフォードは1997年12月後半、手術できない食道癌だと診断され、その担当医は余命数か月だと言ったという声明を出した。病院を退院した後、その体調は緩りと衰えていった。ダーラムにあった自宅で家族に囲まれながら眠るように死んだ。80歳だった。その葬儀では、子供時代の友人が弔辞を読み、サンフォードは「12歳の時にボーイスカウトの誓いを行い、それを保った。それは『私に名誉にかけて、神と私の国のために私の義務を果たすために最善を尽くす。』で始まり、『いかなる時も他の人々を助ける』というようなことが続いた。彼はそれを信じた。彼は永遠なるボーイスカウトだ」と語った。サンフォードはデューク大学礼拝堂の地下室に埋葬された。

## 遺産
サンフォードは第二次世界大戦後のアメリカ合衆国南部で主要な公人だった。南部の政治を主に人種関係と教育の分野で新南部に転換させるときに、大きな役割を果たした。教育においてまた他にも数多い分野でその功績を認識され、1981年、ハーバード大学の調査で、サンフォードを20世紀最良の州知事10人の1人に挙げた。
ノースカロライナ州の州都ローリーにあるテリー・サンフォード連邦ビルと裁判所は、サンフォードにちなむ命名である。1998年4月、アメリカ合衆国大統領ビル・クリントンはチリのサンティアゴで開催された米州首脳会議で出された声明の中で、「彼の仕事と影響力は文字通り南部の顔と未来を変えた。この50年間で最大級に影響力を発揮したアメリカ人にした」と語った。アメリカ合衆国上院議員のジョン・エドワーズは、『テリー・サンフォードと新南部』の中で、自分にとってサンフォードが政治的な英雄であると語った。
デューク大学はその後、テリー・サンフォード公共政策学校と呼ぶ公共政策の学部と大学院を設立した。ファイエットビル市にあるファイエットビル高校は、1968年にサンフォードの栄誉を称えてテリー・サンフォード高校と改名された。

### テリー・サンフォードの著作
- Sanford, Terry (1966). But What about the People?. New York, NY: Harper & Row. ISBN 0-8223-2356-7
- Sanford, Terry (1967). Storm over the States. Rochester, NY: McGraw-Hill. ISBN 0-07-054655-X
- Sanford, Terry (1981). A Danger of Democracy: The Presidential Nominating Process. Boulder, CO: Westview Press. ISBN 0-86531-159-5
- Sanford, Terry (1996). Outlive Your Enemies: Grow Old Gracefully. Hauppauge, NY: Nova Science Publishers. ISBN 1-56072-289-4